# Franciscus de Rivulo
Franciscus de Rivulo (Danzig, 1564, va ser un compositor, director de banda i músic d'església alemany.

## Biografia
Es desconeix la data i el lloc de naixement de Franciscus de Rivulo. Segons els historiadors musicals rellevants, hi ha proves que venia dels Països Baixos. Poc se sap de la seva vida. En els documents de l'església de Santa Maria de Gdansk de l'any 1560 se'l diu Kantter, i tres anys més tard se'l nomena "primer mestre de banda de la banda de l'ajuntament". Juntament amb de Rivulo, aquest càrrec es va convertir en un lloc de director de banda independent del servei escolar. A més, s'anomena Cantor Gedani en un manuscrit de 1562/63. També era la seva feina posar les melodies de la caixa de música a la torre de l'ajuntament de Gdansk. Va exercir com a director de banda fins a la seva mort el 1564.

## Significat
Els exemples més antics de polifonia vocal a Gdansk es troben en un manuscrit (PL-GD 4003) que Franciscus de Rivulo podria haver creat ell mateix. Aquesta col·lecció conté principalment cançons franceses, bicinias, madrigals i cançons alemanyes. Els motets llatins inclosos aquí mostren a Rivulo com un mestre de l'estil d'imitació contrapuntística. El seu motet de vuit parts "Descendit Angelus Domini" va ser compost segons el principi policoral venecià. Aquest gènere de composició va ser especialment conreat, fins i tot pels successors de Rivulo, a l'església de Santa Maria de Gdansk fins ben entrat el segle XVII. Les obres de Rivulo es van distribuir àmpliament a través de l'antologia "Thesaurus Musicus", que va aparèixer impresa el 1564.

## Obres (tota la música vocal)
- "Nuptiae factae sunt", "Amb vi insuficient" (1562/63)
- "Glòria a la Trinitat" zu acht Stimmen und "Descendit Angelus Domini" zu acht Stimmen (Thesaurus Musicus Band 1, Nuremberg 1564, = Répertoire international des sources musicales 1564,1)
- Ego sum panis vivus“, „Et panis quem ego dabo“, „Sic Deus dilexit mundum“, „Venite ad me omnes“ und „Vias tuas Domine, totes a sis veus (Thesaurus Musicus Volum 3, Nuremberg 1564, = Directori internacional de fonts musicals 1564,3)
- "Dum complerentur dies" zu fünf Stimmen (Thesaurus Musicus Band 4, Nuremberg 1564, = Directori internacional de fonts musicals 1564,4)
- "Vias tuas Domine" zu vier Stimmen, "Sancta Trinitas" zu vier Stimmen (Thesaurus Musicus Band 5, Nuremberg 1564, = Directori internacional de fonts musicals 1564,4)
- "Descendit Angelus Domini" a vuit veus (publicat 1575)
- 17 més composicions en col·leccions de manuscrits
- Dues peces més de diferents tipus